# Associação Sul-Africana de Hóquei no Gelo
A Associação Sul-Africana de Hóquei no Gelo é o órgão que dirige e controla o hóquei no gelo da África do Sul, comandando as competições nacionais e a seleção nacional.